# ラクツロース

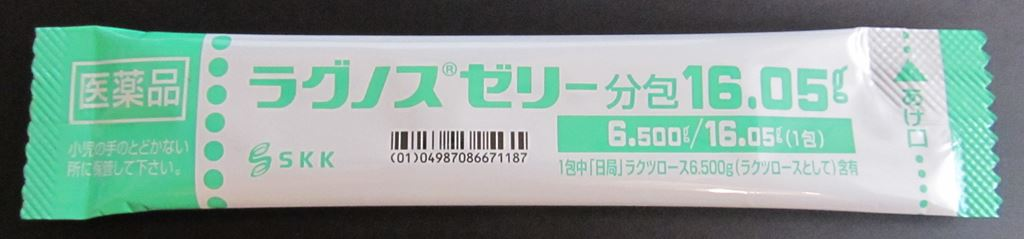
Lactulose4987086671200

ラクツロース（ラクチュロースとも、Lactulose）は、慢性便秘、肝性脳症などの治療に用いられる非消化性の合成糖である。ガラクトースとフルクトースがβ-1,4-グリコシド結合した二糖であり、ラクトースの異性化により生産される。ラクツロースは、生の牛乳中には含まれないが、加熱で生じる。加熱すればするほど多く生じ、低温殺菌牛乳では3.5 mg/l、容器内殺菌牛乳では744 mg/lになる。
ラクツロースは便秘に対しては経口、肝性脳症に対しては経口または経直腸のいずれかで投与される。一般的に8–12時間後から作用し始めるが、便秘症状の改善には最大2日かかることもある。一般的な副作用には、腹部膨満感と痙攣がある。下痢を引き起こすため、電解質の異常が生じる可能性がある。妊娠中の使用により胎児に悪影響が生じるエビデンスは存在しない。一般的に授乳中も安全であると考えられている。浸透圧性瀉下薬に分類される。
ラクツロースは1929年に初めて合成され、1950年代から医療で用いられ続けている。基礎的な医療制度に必要な薬品を集めたWHO必須医薬品モデル・リストにも掲載されている。
日本での製品名は「ラグノス」(三和化学研究所)、「モニラック」(中外製薬)など。

## 適応症
- 慢性便秘症
- 高アンモニア血症（英語版）に伴う右記症候の改善: 精神神経障害、手指振戦、脳波異常
- 産婦人科術後の排ガス・排便の促進

## 医学的利用

### 便秘
ラクツロースは、あらゆる年齢の患者の慢性便秘に対し、長期的な治療法として使用されている。

### 高アンモニア血症
ラクツロースは高アンモニア血症の治療に有用である。高アンモニア血症は肝性脳症につながる可能性がある。ラクツロースは大腸でのアンモニア（NH3）の捕捉を助け、結合を行う。ラクツロースは腸内微生物叢を用いて大腸を酸性化することで自由拡散するアンモニアをアンモニウムイオン（NH4+）へ変換し、拡散によって血中へ戻ることができないようにする。ラクツロースはバルプロ酸投与の副作用として引き起こされる高アンモニア血症の予防にも有用である。

### 小腸内細菌異常増殖症候群
ラクツロースは小腸内細菌異常増殖症（SIBO）の検査に利用される。近年、SIBOの診断におけるラクツロースの信頼性には重大な疑問が呈されている 。ラクツロースの大量投与後、呼気中の水素ガス濃度の測定が行われる。大腸内の正常な細菌叢による正常な消化によって期待されるよりも前に呼気中の水素の増加が発生した場合、検査は陽性となる。初期の結果はこれが小腸内での消化の指標となると考えられていたが、結果の差異は被験者間の小腸通過時間の変動によるものとして説明される可能性がある。

### 妊娠中の使用
妊娠中の使用により胎児に悪影響が生じるエビデンスは存在しない。一般的に授乳中も安全であると考えられている。

### 獣医学
ラクツロースは獣医学においても利用される。

## 副作用
ラクツロースの一般的な副作用には腹部の痙攣、腹鳴、鼓腸が挙げられる。健常者では、過剰摂取は不快感をもたらすが、命に関わるものとなることはない。稀な副作用としては、吐き気や嘔吐がある。高齢者や腎臓機能が低下している人などの敏感な人では、ラクツロースの過剰投与によって脱水症状や低マグネシウム血症などの電解質異常が引き起こされる可能性がある。ラクツロースは消化されないため、ラクツロースの摂取によって体重が増加することはなく、栄養価値もない。糖として、ラクツロースはスクロースよりも齲蝕を引き起こしにくいものの、引き起こす可能性は存在する。このことはこうした疾患に対する感受性の高い人が摂取する場合には考慮すべき事項である。

## 作用機序
ラクツロースは、単糖のフルクトースとガラクトースから形成される二糖である。ラクツロースは通常は生乳には含まれないが、加熱処理によって形成される。加熱が大きいほど存在量は増加し、低温殺菌牛乳では3.5 mg/lであるが、in-container sterilization（多くの場合115–120℃で10–20分）を行った牛乳では744 mg/lに達する。商業的にはラクトースの異性化によって生産される。
ラクツロースは小腸で吸収されず、ヒトの酵素によっても分解されないため消化過程の大部分を通じて食物塊中にとどまり、浸透圧によって水分を保持し、より柔らかく、より消化管を通過しやすい便が形成される。大腸内で腸内微生物叢によって発酵が行われ、浸透圧と蠕動刺激効果を持つ代謝産物（酢酸塩など）が産生されることで二次的な瀉下作用を示し、またメタンは鼓腸と関係している。
ラクツロースは大腸で腸内微生物叢によって酪酸や酢酸などの短鎖脂肪酸に代謝される。これらは部分的に解離し、大腸の内容物を酸性化する（腸内のH+濃度を増加させる）。これによってNH3から非吸収性のNH4+の形成が促進され、大腸でのNH3の捕捉により血漿中のNH3濃度を効果的に低下させる。そのため、ラクツロースは肝性脳症の治療に有効である。具体的には、肝硬変患者における肝性脳症の二次予防として有効である。また、潜在性（ミニマル）肝性脳症の肝硬変患者に対するラクツロースによる治療によって、認知機能や健康と関連したQOLが改善することが研究で示されている。